# Gondole (hippomobile)
Pour les articles homonymes, voir Gondole (homonymie).
La gondole était une préfiguration des diligences. Au XVIIe siècle, des gondoles assuraient un service de voyageurs en France. La gondole consistait en une caisse fermée, montée sur un train de berline, éclairée par trois fenêtres munies de glaces de chaque côté, une à l'avant et une à l'arrière. Douze personnes pouvaient trouver place sur des banquettes réparties sur le pourtour. Le pavillon était très bombé et garni de filets pour recevoir les bagages légers, tandis que des compartiments en bas de la caisse (les caves) servaient pour les bagages lourds. 
Au XIXe siècle, on appelait encore gondoles des diligences qui, partant de la rue de Rivoli, menaient aux principales villes de la périphérie parisienne. Elles pouvaient emmener dix-huit passagers : trois dans le coupé, six dans l'intérieur, six dans la rotonde, trois sur l'impériale.

## Sources
Joseph Jobé, Au temps des cochers, Edita-Lazarus, Lausanne, 1976  (ISBN 2-88001-019-5)